# Hôtel St. George (Helsinki)
L’hôtel St. George (finnois : Hotelli St. George) est un bâtiment historique du quartier de Kamppi à Helsinki en Finlande,,.

## Description
Le bâtiment, conçu par Onni Tarjanne, est construit dans le quartier de Kamppi au coin de Yrjönkatu et de Lönnrotinkatu à proximité du parc de la Vieille église d'Helsinki. 
Le bâtiment, achevé en 1890, a notamment abrité l’imprimerie de la Suomalaisen Kirjallisuuden Seura et la rédaction de  Uusi Suomi.
L'hôtel St. George a ouvert ses portes en mai 2018. 
Il dispose de 153 chambres, 5 suites, d'un spa avec piscine, d'une salle de sport, d'un restaurant, d'une boulangerie et d'un bar à cocktails. 
Dans la cour de l'hôtel se trouve un jardin d'hiver sous une verrière.

## Galerie

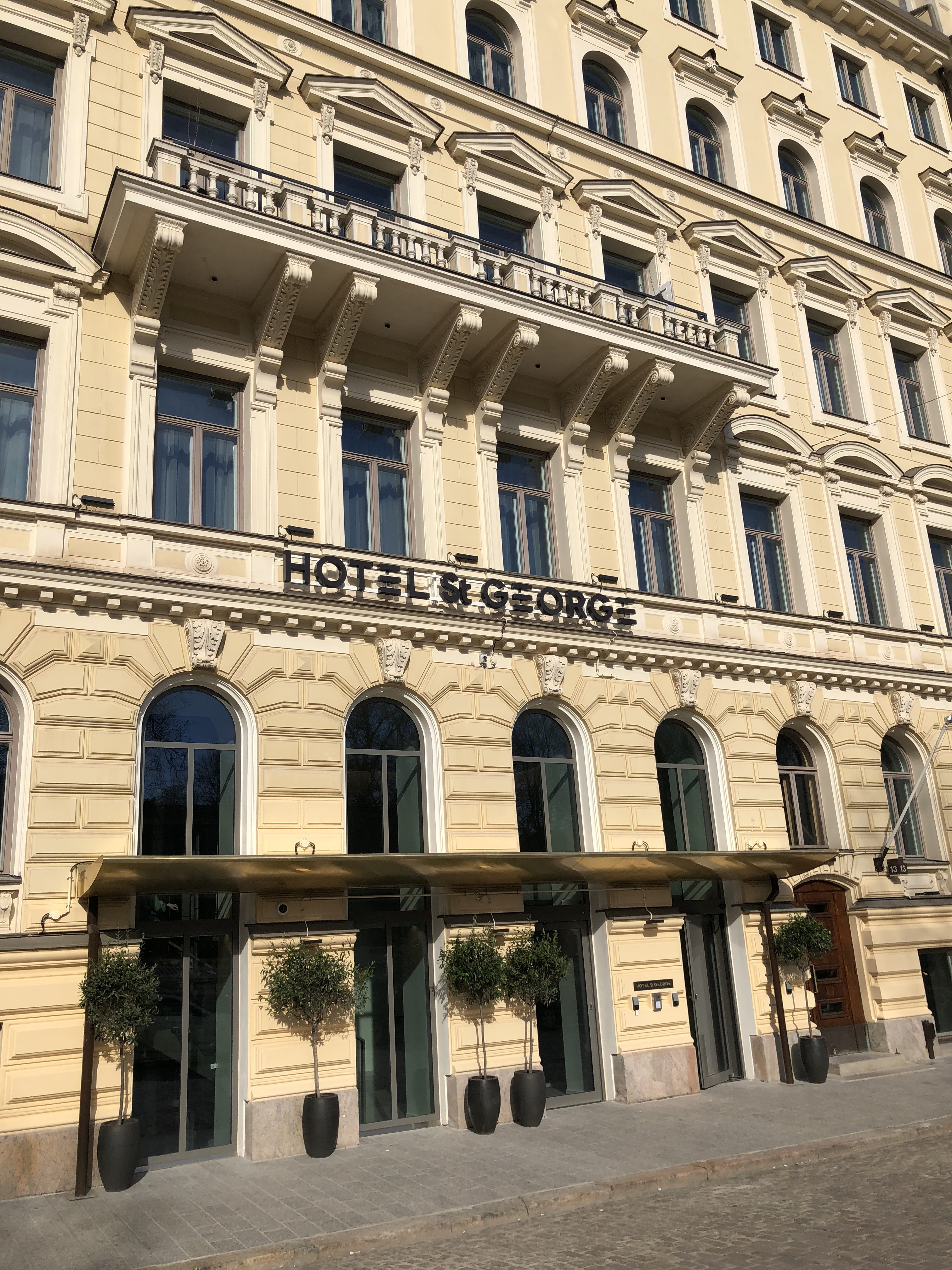
Entrée rue  Yrjönkatu 13 .